# Skróty i skrótowce używane w NATO – C
- C2 - Command And Control - dowodzenie i kontrola
- C2CS - Command and Control Communication System - system łączności dowodzenia i kontroli
- C2IS
  - Command, Control and Information System - system dowodzenia, kierowania i informacji
  - Command and Control Information System - system dowodzenia i kontroli informacji
- C2W - Command and Control Warfare - dowodzenie i kierowanie walką

- C3
  - Command, Control And Communication - dowodzenie, kontrola i łączność
  - Consultation, Command and Control - konsultacja, dowodzenie i kierowania
- C3I
  - Command, Control, Communication And Intelligence
    - dowodzenie, kontrola, łączność i rozpoznanie[1]
    - dowodzenie, kierowanie, łączność i wywiad[1]

  - Command, Control, Communications and Information - dowodzenie, kierowanie, łączność i informacja[1]
- C3S - Command, Control and Communications System - system dowodzenia, kierowania i łączności

- C4 - Command, Control, Communication And Computer - dowodzenie, kontrola, łączność i informatyka
- C4I - Command, Control, Communication, Computing And Intelligence - dowodzenie, kontrola, łączność, przetwarzanie danych i rozpoznanie

- CA/SP - Coordinated Air/Sea Procedures - Procedury Koordynacji Działań z Powietrza/Morza

- CA
  - Counter Air Operations - działania przeciwko zasobom powietrznym
  - Cruiser - krążownik
  - Counter Air (operation)
    - przeciwlotnicza (operacja)
    - kontratak powietrzny

  - Army Corps - korpus armijny
  - Coordinating Authority - władze koordynujące
  - Combat Aircraft - samolot bojowy
  - Canada - Kanada
  - Contract Authority - kierownictwo kontraktu
- CAA
  - Counter Air Attack - uderzenia na lotnictwo
  - Forward Air Controller - kontroler ruchu lotniczego na stanowisku wysuniętym
  - Combined Arms Army - armijne połączone siły zbrojne
- CAAT - Computer-Assisted Audit Technique - narzędzia informatyczne wspomagające pracę audytu
- CAC - Contract Awards Committee - ofertowa komisja konkursowa
- CAD - Canadian Dollar - dolar kanadyjski
- CADA - Coordinated Air Defence Area - obszar skoordynowanej obrony powietrznej
- CADIMS - Coordinated Air Defence In Mutual Support (Agreement) - (Porozumienie) o skoordynowanej obronie powietrznej i wzajemnym wsparciu
- CADO - Coordinated Air Defence Operations - skoordynowane operacje przeciwlotnicze
- CADV - Automatic Flight Control System - system automatycznej kontroli lotu
- CAOC - Combined Air Operation Centre
  - ośrodek dowodzenia połączonymi działaniami powietrznymi
  - centrum połączonych operacji lotniczych
- CAP
  - Combat Air Patrol
    - dyżurowanie w powietrzu
    - bojowy patrol lotniczy
- CAPCAT - Capability Catalog - katalog możliwości (zbiór możliwości państwa-gospodarza, w zakresie wsparcia wojsk NATO)
- CAPCU - Combat Air Patrol Control Unit - jednostka kierowania bojowego patrolu lotniczego
- CAPS - Conventional Armaments Planning System - system planowania uzbrojenia konwencjonalnego
- CARS - CAOC ACC RPC SFP - ośrodek dowodzenia połączonymi działaniami powietrznymi w systemie ACCS
- CAS - Close Air Support - bezpośrednie wsparcie lotnicze
- CASA - Weapon System Partnership Committee - Komisja ds. Partnerstwa Systemów Uzbrojenia
- CASEX - Combined Aircraft Submarine Exercise - połączone ćwiczenia lotnictwa i okrętów podwodnych
- CASP - Coordinated Air/Sea Procedures - Procedury Koordynacji Działań z Powietrza/Morza
- CATAS - Critical Angle Towed-Array System - kąt krytyczny systemu anteny holowanej
- CATF - Commander Amphibious Task Force - dowódca morskich desantowych sił zadaniowych

- CB - Cambodia - Kambodża
- CBU - Cluster Bomb Unit - jednostka wyposażona w bomby kasetowe

- CC
  - Component Command - dowództwo komponentu
  - Command and Control - dowodzenie i kierowanie[1]
- CC Air - Component Command Air - dowództwo komponentu powietrznego
- CC Nav - Component Command Navy - dowództwo komponentu morskiego
- CCAR - Radar Approach Control Centre - centrum radarowej kontroli podejścia
- CCATF - Commander, Combined Amphibious Task Force - Dowódca Połączonych Operacyjnych Sił Desantowych
- CCIS
  - Command, Control and Information System - system dowodzenia, kierowania i informacji[1]
  - Command and Control Information System - system informatyczny dowodzenia i kierowania[1]
- CCC - Command, Control and Communications - dowodzenie, kierowanie i łączność[1]
- CCCI
  - Command, Control, Communications and Intelligence - dowodzenie, kierowanie, łączność i wywiad
  - Command, Control Communications and Information - dowodzenie, kierowanie, łączność i informacja
- CCCS - Command, Control and Communications System - system dowodzenia, kierowania i łączności[1]
- CCF - Conventional Counter Force - konwencjonalne siły przeciwdziałania
- CCG - Coordinating Committee of Government Budget Experts - Komisja Koordynacyjna Rządowych Ekspertów ds. Budżetu
- CCIRM - Collection, Co-ordination And Intelligence Requirements Management
  - zarządzanie gromadzeniem, koordynacją i wymaganiami rozpoznawczymi
  - zarządzanie pozyskiwaniem informacji i koordynacją potrzeb wywiadu
- CCJTF - Commander, Combined Joint Task Force - Dowódca Połączonych Sił Operacyjnych
- CCLF - Commander, Combined Landing Forces - Dowódca Połączonych Sił Desantowych
- CCR - Coordinating Committee on Remuneration - komisja koordynująca płace
- CCT
  - Combat Control Team - zespół kontroli bojowej
  - Combat Capable Trainer - samolot szkoleniowy do nauczania walki powietrznej
- CDE - Conference on Confidence and Security-Building Measures and Disarmament in Europe - Konferencja na Temat Zaufania i Budowy Środków Bezpieczeństwa oraz Rozbrojenia w Europie
- CDN - Ship (ping) Destination Room - miejsce przeznaczenia okrętu (ładunku)
- CDNA - Conference of National Armaments Directors - Konferencja Krajowych Dyrektorów ds. Uzbrojenia
- CDR - Conditional Route - warunkowa droga lotnicza
- CDS - Civil Direction of Shipping - Cywilna Administracja Żeglugi Handlowej
- CDSORG - Civil Direction of Shipping Organization - Organizacja Cywilnej Administracji Żeglugi Handlowej

- CE - Communications-Electronics
  - telekomunikacja elektroniczna
  - transmisja i elektronika
- CEAC - Committee For European Air Space Co-ordination - Komitet ds. Koordynacji Europejskiej Przestrzeni Powietrznej
- CECLANT - French Commander-In Chief Atlantic - Naczelny Francuski Dowódca Obszaru Atlantyku
- CEGES - Airspace Management Cell - komórka zarządzania przestrzenią powietrzną
- CEI - Communications-Electonics Instructions - instrukcje dotyczące łączności i elektroniki
- CELT - Crypto Equipment for Low-Speed Telegraphy - sprzęt kryptograficzny dla telegrafii o małej prędkości modulacji
- CEM - Chief Of Staff - szef sztabu
- CENSHADCOM - Central Army Group, Central Europe - Centralna Grupa Armii, Europy Środkowej
- CEOA - Central Europe Operating Agency - Agencja Operacyjna Działająca w Europie Środkowej
- CEOI - Communications & Electronics Operating Instructions - instrukcje obsługi sprzętu elektronicznego i łączności
- CEP
  - Civil Emergency Planning - planowanie działań w sytuacjach nadzwyczajnych zagrożeń niemilitarnych
  - Communications Equipment Programme - program dotyczący sprzętu łączności
  - Civil Emergency Planning - cywilne planowanie na czas sytuacji kryzysu
  - Central Europe Pipeline - Rurociąg Europy Środkowej
- CEPAS - Crypto-Equipment for Packet Switching - sprzęt kryptograficzny łączności pakietowej
- CEPD - Civil Emergency Planning Directorate - kierownictwo planowania cywilnego na czas kryzysu

- CFLR - Commonly Funded Logistic Resources - zasoby logistyczne finansowane wspólnie

- CI INTRP - Counter-Intelligence Intelligence Report - meldunek wywiadowczy dotyczący kontrwywiadu
- CIA - Captured-In-Action - pojmany w walce
- CIC
  - Combat Information Centre
    - bojowe centrum informacji (BCI)
    - bojowe centrum informacyjne (BCI)
    - centrum informacji bojowej
- CIG - Current Intelligence Group - grupa powołana do oceny aktualnej sytuacji 
  - Combined Intelligence Centre - centrum połączonych służb wywiadowczych
- CIJ - Close-In Jamming - zakłócanie radioelektroniczne w zbliżeniu
- CIMIC - Civil-Military Cooperation - współpraca cywilno-wojskowa
- CINCAFNORTHWEST - Commander-In-Chief, Allied Forces Northwestern Europe - Naczelny Dowódca Sił Sprzymierzonych Północno-Zachodniej Europy
- CINCEASTLANT - Commander-In-Chief, Eastren Atlantic Area - Naczelny Dowódca Sił Obszaru Wschodniego Atlantyku
- CINCENT - Commander In Chief Allied Forces Central Europe - Naczelny Dowódca Sojuszniczych Sił Zbrojnych NATO w Europie Centralnej
- CINCFLEETWOC - CINCFLEET (Commander-In-Chief, Fleet) Weather and Oceanographic Information Centre - Centrum Opracowania Informacji Pogodowej i Oceanograficznej
- CINCHAN - Allied Commander-In-Chief, Channel - Naczelny Dowódca Sił Sprzymierzonych Kanału
- CINCIBERLANT - Commander-In-Chief, Iberian Atlantic Area - Naczelny Dowódca Sił Obszaru Atlantyckiego Półwyspu Iberyjskiego
- CINCNORTH - Commander-In-Chief, Allied Forces Northern Europe - Naczelny Dowódca Sił Sprzymierzonych Północnej Europy
- CINCNORTHWEST
  - Commander-In-Chief, Allied Forces Northwestern Europe - Naczelny Dowódca Sił Sprzymierzonych Północno-Zachodniej Europy
- CINCSOUTH - Commander-In-Chief, Allied Forces Southern Europe - Naczelny Dowódca Sił Sprzymierzonych Południowej Europy
  - Commander-In-Chief, Northwestern Europe - Naczelny Dowódca Sił Północno-Zachodniej Europy
- CINCUSAFE - Commander-In - Chief, US Air Forces Europe - Naczelny Dowódca Sił Powietrznych Stanów Zjednoczonych Ameryki Północnej w Europie
- CIS - Communications And Information Systems - systemy łączności i informatyki

- CJTF
  - Combined Joint Task Force - Wielonarodowe Połączone Siły Zadaniowe
  - Combined Joint Task Forces - Wielonarodowe Połączone Siły Zadaniowe
- CJTF CONCEPT - Combined Joint Task Force Concept - koncepcja wielonarodowych połączonych sił zadaniowych

- CL
  - Conventional Load - konwencjonalny ładunek bojowy
  - Co-ordination Level - poziom koordynacji
- CLF - Commander Landing Force - dowódca sił desantowych
- CLRS - Central Launch And Recovery Section - sekcja wystrzeliwania i odzyskiwania RPV

- CM - Cruise Missiles - rakiety skrzydlate
- CMO - Coverage Mission Order - rozkaz do osłony

- CN - Comoro Islands - Komory

- COA - Course Of Action - wariant działania
- COIN - Counter-Insurgency - przeciwrebeliancki
- COM
  - Commander - dowódca
  - Comoro Islands - Komory
- COMAO - Composite Air Operation - połączona operacja powietrzna
- CONOPS - Concept Of Operations - koncepcja działania

- CoG - Centre Of Gravity - środek ciężkości

- CPC
  - Civil Protection Committee - komitet ochrony cywilnej
  - Conflict Prevention Centre - centrum zapobiegania konfliktom
- CPL - Current Flight Plan - aktualny plan lotu
- CPX - Command Post Exercise - ćwiczenie dowódczo-sztabowe

- CRAM - Conditional Route Availability Message - informacja o dostępności warunkowej drogi lotniczej
- CRC - Control And Reporting Centre - ośrodek dowodzenia i naprowadzania
- CRP - Control Reporting Post - posterunek kontroli i meldowania

- CSAR - Combat Search And Rescue - bojowe poszukiwanie i ratownictwo

- CTR - Control Zone - strefa kontroli lotniska

- CV - Aircraft Carrier - lotniskowiec
- CVBG - Aircraft Carrier Battle Group - lotniskowcowa grupa uderzeniowa

- CWC - Composite Warfare Commander - dowódca działań lub sił połączonych

- CZ - Combat Zone
  - strefa walki
  - strefa działań bojowych
- CZE - Czech Republic - Czechy